# Gregorova Vieska
Gregorova Vieska es un municipio del distrito de Lučenec en la región de Banská Bystrica, Eslovaquia, con una población estimada a final del año 2024 de 140 habitantes.
Se encuentra ubicado en el centro-sur de la región, en el valle del río Ipoly —un afluente izquierdo del Danubio— y cerca de la frontera con Hungría.

## Demografía
| Año        | 1994 | 2004    | 2014    | 2024    |
| ---------- | ---- | ------- | ------- | ------- |
| Población  | 137  | 144     | 141     | 140     |
| Diferencia |      | +5,10 % | −2,08 % | −0,70 % |

| Año        | 2023 | 2024 |
| ---------- | ---- | ---- |
| Población  | 140  | 140  |
| Diferencia |      | +0 % |